# Les Deux Rivales
Pour les articles homonymes, voir Gli indifferenti.
Pour plus de détails, voir Fiche technique et Distribution.
Les Deux Rivales (Gli Indifferenti) est un film franco-italien réalisé par Francesco Maselli, sorti en 1964. Le film est une adaptation du premier roman d'Alberto Moravia, Gli Indifferenti, publié en 1929 à Milan. 
C'est, également, sous le titre Les Indifférents que Mauro Bolognini réalise, en 1987, une autre adaptation filmée pour la télévision, avec Liv Ullmann, Peter Fonda et Isabel Pasco dans les rôles principaux.

## Synopsis
Dans les années 30 à Rome, la famille Ardengo, ruinée, n'a plus les moyens d'entretenir un luxueux train de vie et une superbe demeure, située dans un riche quartier résidentiel. La propriétaire, Maria Grazia, une veuve égoïste et vaniteuse tente de retenir un amant, Leo Merumeci, homme d'affaires cynique et dénué de scrupules, à qui elle emprunte de l'argent en hypothéquant sa maison. Celui-ci cherche, en fait, à épouser la fille de Maria Grazia, Carla, tout en s'octroyant la villa. Le fils de Maria Grazia, Michele, observe avec lucidité la lente dégradation matérielle et morale de sa famille, mais comme sa sœur, Carla, il demeure passif et indifférent, incapable de stopper le cours des événements.

## Fiche technique
- Titre : Les Deux Rivales
- Titre original : Gli Indifferenti
- Réalisation : Francesco Maselli
- Scénario : Suso Cecchi D'Amico et Francesco Maselli d'après le roman Gli Indifferenti d'Alberto Moravia
- Production : Franco Cristaldi
- Sociétés de production : Compagnie Cinématographique de France, Lux Film, Sicilia Cinematografica, Ultra Film et Vides Cinematografica
- Musique : Giovanni Fusco
- Photographie : Gianni Di Venanzo
- Montage : Ruggero Mastroianni
- Direction artistique : Luigi Scaccianoce
- Costumes : Marcel Escoffier
- Pays de production :  Italie /  France
- Langue : italien
- Format : Noir et blanc - Son : Mono
- Genre : Drame
- Durée : 84 minutes
- Dates de sortie : 
  - Italie : 1964
  - États-Unis : 12 octobre 1965
  - France : 26 juillet 1966
- Affiche : Jean Mascii (France)

## Distribution
- Claudia Cardinale : Carla Ardengo
- Rod Steiger : Leo Merumeci
- Shelley Winters : Lisa
- Tomás Milián : Michele Ardengo
- Paulette Goddard :  Maria Grazia Ardengo

## Autour du film
Distribué, en France, sous un titre "faussement accrocheur" (Freddy Buache), le plaçant plutôt du côté de la comédie de mœurs que du drame existentialiste, ce qu'il est en réalité, le film de Francesco Maselli, inspiré du roman d'Alberto Moravia, reçut un accueil médiocre.
« Nous devons le regretter vivement », déplore, pour sa part, Freddy Buache car, dit-il, il s'agit d'une « œuvre psychologique d'un raffinement, d'une délicatesse et d'une intelligence qui, par la grâce de son écriture, dépasse l'analyse des sentiments aussi bien que la description des comportements pour déboucher du côté de la critique sociale par le biais de la poésie. » (in : Le Cinéma italien 1945-1990, Éditions L'Âge d'Homme)
Concernant l'œuvre de Moravia, et en particulier Gli Indifferenti, Gilles de Van, critique littéraire, note d'emblée que sa technique narrative est fortement influencée par le cinéma. Dès la première phrase du roman, "Entrò Carla...", se poursuivant sur la vision de la jeune femme en "jupe si courte", entrevue par le regard de Leo, dont les genoux sont éclairés par "l'unique lampe allumée" de la pièce, nous sommes dans l'immédiateté du temps présent. Le refus des digressions ou du recours au souvenir, la primauté accordée à l'action « à une époque où celle-ci commencerait bientôt à déserter le roman » (Dominique Fernandez in : Moravia : Le Voyage d'Italie, dictionnaire amoureux, Éditions Plon 1997) inscrivent Moravia dans une modernité d'approche voisine du septième art. On peut ainsi comprendre que ses romans et nouvelles furent, et sont encore, souvent adaptés à l'écran.
Gilles de Van  constate pourtant que les transpositions cinématographiques de Francesco Maselli et Mauro Bolognini « se heurtent de leur côté aux traditionnelles limites de l'adaptation au cinéma d'une œuvre narrative : (...) les deux films sont contraints d'éliminer le narrateur (ici Michele, le fils de Maria Grazia) dont on mesure alors l'importance : il est la conscience du livre par son attitude morale de juge qui apparaît à chaque page, pour ne pas dire à chaque ligne ; il en est aussi la conscience intellectuelle : (...) il peut se livrer à un implacable jeu de la vérité et du mensonge, (...) » (préface à Gli Indifferenti, traduction par Paul-Henri Michel, GF-Flammarion, 1991). « L'excellent film de Maselli choisit la rigueur de la tragédie à huis clos, celui de Bolognini la rutilance du mélo, mais aucun des deux ne rend justice à la violence exacerbée du regard ni ne traduit l'allure grotesque des visages et des corps déformés par le regard du narrateur, comme dans un tableau d'Ensor », conclut-il plus loin.
Freddy Buache rend justice, quant à lui, à Francesco Maselli de s'être entouré d'une « équipe de collaborateurs de premier ordre : Suso Cecchi D'Amico pour le scénario, Gianni di Venanzo pour la photographie et Giovanni Fusco pour la musique (...) qui intervient dans la composition générale de l'œuvre avec une force expressive exceptionnelle ; (...) ». « Ce film fignolé comme un objet précieux miroitant, cristallin, renvoie finalement, à travers une crise de l'affectivité, au constat tragique de la débâcle d'une société. », affirme-t-il.

## Prix
- Prix du meilleur film au Festival international du film de Mar del Plata en 1965[1].